# Daemonorops ruptilis
Daemonorops ruptilis är en enhjärtbladig växtart som beskrevs av Odoardo Beccari. Daemonorops ruptilis ingår i släktet Daemonorops och familjen Arecaceae.

## Underarter
Arten delas in i följande underarter:
- D. r. acaulescens
- D. r. ruptilis